# الدبلوماسية العامة الإسرائيلية في حرب غزة

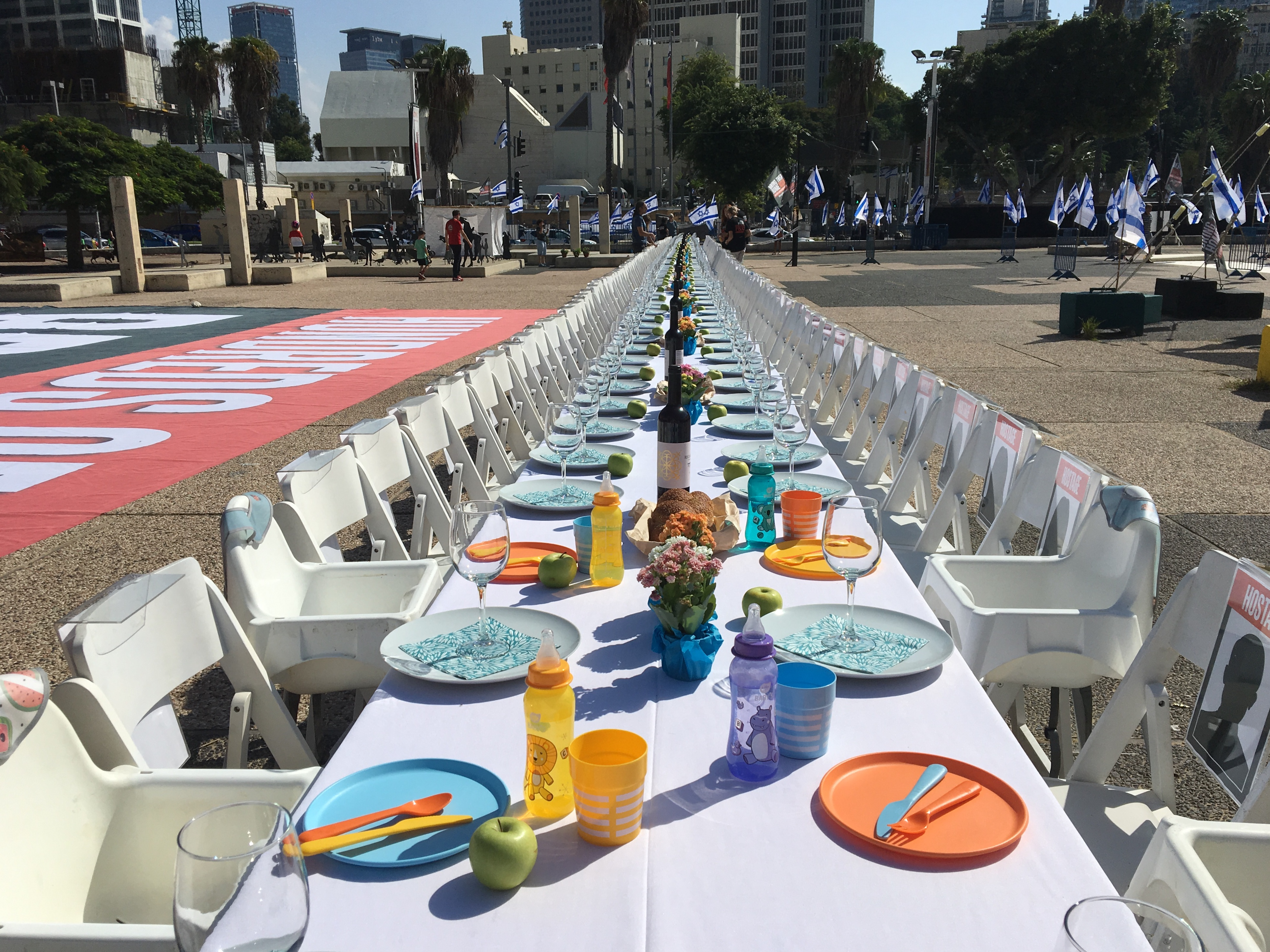
طاولة «عشاء السبت» في ساحة متحف تل أبيب للفنون، تضم أكثر من 200 مقعد فارغ، تمثل الأسرى والمفقودين المحتجزين في غزة.

تشير الدبلوماسية العامة الإسرائيلية في حرب غزة إلى الجهود الإسرائيلية الرامية إلى جلب المزيد من التأييد للرأي العام العالمي تجاه إسرائيل وأفعالها أثناء حرب غزة.
وتأتي هذه الجهود في سياق أنه بعد أسبوع من اندلاع الحرب في أعقاب الهجوم المفاجئ على إسرائيل في 7 أكتوبر/تشرين الأول 2023، تم إغلاق وزارة الإعلام الإسرائيلية وتم نقل موارد المكتب إلى إدارة إعادة الميلاد الجديدة. ومنذ ذلك الحين، أصبحت مهمة تفسير تصرفات إسرائيل تقع على عاتق وزارة الخارجية.
وعلى الجانب العام، تقوم الجبهة الداخلية الإسرائيلية أيضًا بأنشطة تواصل، خاصة على شبكات التواصل الاجتماعي، بالإضافة إلى شخصيات مشهورة وسياسيين سابقين يدافعون عن إسرائيل، وخاصة على شاشات التلفزيون العالمي. أعرب زعماء بارزون في العالم، وخاصة في الغرب مثل ألمانيا وهولندا وفرنسا والمملكة المتحدة، وخاصة الولايات المتحدة، عن دعمهم لإسرائيل، بل وقاموا بزيارة الدولة أثناء الصراع.

## التحديات

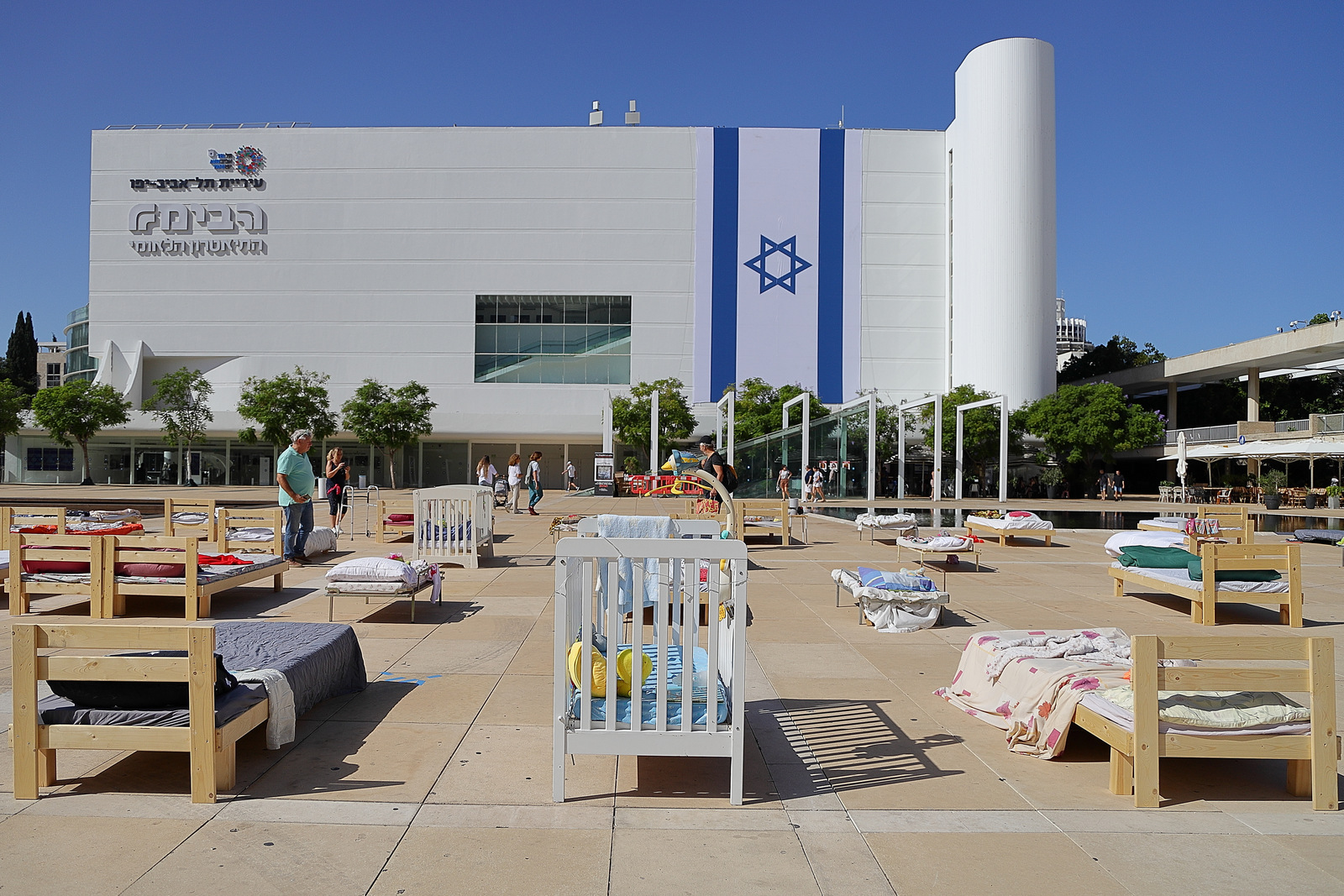
معرض «أسِرّة فارغة» في ساحة هابيما (ساحة الثقافة) في تل أبيب، حيث تُعرض أسِرّة فارغة، وخاصة أسِرّة الأطفال وأسِرّة الأطفال، التي تُمثل المختطفين.

يشار إلى الدبلوماسية العامة الإسرائيلية أحيانًا باسم «هاسبارا» (العبرية: הסברה، رومنة: Hasbará، والتي تُترجم تقريبًا إلى «التفسير») على الرغم من أن إسرائيل تحولت في الآونة الأخيرة بعيدًا عن هذا المصطلح نحو تسمية جهودها «بالدبلوماسية العامة»، فإنها تواجه العديد من الصعوبات.
حتى قبيل الحرب، كانت هناك مجموعات من المناهضين للصهيونية في الولايات المتحدة وأوروبا، والتي كانت أكثر شيوعاً بين المنظمات والناشطين اليساريين التقدميين والأكثر تطرفاً.[بحاجة لمصدر] من خلال النشاط الذي يركز على التقاطعية، وتوحيد النضالات عبر الأعراق والجنسينات والجنسانيات المختلفة، ارتبط النضال الفلسطيني بشكل متكرر بنضالات أخرى مثل نضال مجتمع الميم والأمريكيين من أصل أفريقي في الولايات المتحدة. وقد منحت هذه الجمعيات الشرعية للفلسطينيين باعتبارهم مجموعة مضطهدة تتطلب النشاط العام للحصول على الدعم، الأمر الذي أدى بدوره إلى نمو الهيئات المؤيدة للفلسطينيين والمعادية لإسرائيل في الجامعات الأمريكية من حيث الحجم والنفوذ. ومن الأمثلة على هذه المجموعات حركة المقاطعة وسحب الاستثمارات وفرض العقوبات، وحركة الطلاب من أجل العدالة في فلسطين (SJP)، وحركة الصوت اليهودي من أجل السلام (JVP). كما دعمت العديد من الجامعات النخبوية، مثل جامعة هارفارد، الفلسطينيين، في كثير من الأحيان من خلال خطاب يتعلق بالاستعمار والإمبريالية. ويُدّعى أن حالات من معاداة السامية قد حدثت داخل النشاط المناهض للصهيونية على الرغم من الجهود التي بذلتها بعض المجموعات لمنع ذلك.
لقد شكل الهجوم على إسرائيل في السابع من أكتوبر/تشرين الأول والحرب التي تلته في غزة تحديات جديدة للدبلوماسية العامة الإسرائيلية:
- توعية الرأي العام العالمي بالمجازر والاختطافات التي وقعت في الهجوم المفاجئ الذي نفذه مقاتلون من حماس والجهاد الإسلامي الفلسطيني.
- تبرير الأضرار الواسعة النطاق التي لحقت بقطاع غزة خلال الحرب، والتي شملت بالإضافة إلى إلحاق الضرر بالبنية التحتية وقواتها، قتل عشرات الآلاف من المدنيين، وتدمير واسع النطاق للمنازل والبنية التحتية، وتحويل مئات الآلاف من الفلسطينيين إلى لاجئين، وخلق مجاعة جماعية. وقد أدت صور الدمار الواسع النطاق في غزة إلى تعزيز التعاطف مع الفلسطينيين.[بحاجة لمصدر]
- لفت انتباه الرأي العام إلى مصير المختطفين من إسرائيل إلى قطاع غزة، سواء الذين تم إطلاق سراحهم أو الذين بقوا ضمن شبكات إرهابية مزعومة.
- التعامل مع التصريحات الحالية والماضية التي أدلى بها السياسيون الإسرائيليون والتي يُنظر إليها على أنها تسمح بإلحاق ضرر واسع النطاق بالمدنيين في قطاع غزة، وفي بعض الحالات، حكمت عليها العديد من الحكومات والمنظمات بأنها إبادة جماعية. وتشمل هذه البيانات ما يلي:
  - رئيس الوزراء الإسرائيلي بنيامين نتنياهو، الذي وصف الحرب بأنها «حرب بين أبناء النور وأبناء الظلام»، وقال إن «ذكرى عماليق يجب أن تمحى».
  - الرئيس إسحاق هيرتسوغ، الذي صرح بأن «هناك أمة بأكملها مسؤولة. إن الحديث عن مواطنين غير واعين ومتورطين ليس صحيحًا»؛
  - وزير الدفاع يوآف غالانت، الذي قال إن «غزة لن تعود إلى ما كانت عليه. سيتم القضاء على كل شيء [...] لقد أطلقت كل القيود»؛
  - وزير الأمن القومي إيتمار بن جفير، الذي قال: «عندما نقول إننا نريد تدمير حماس، فإننا نعني أيضًا أولئك الذين احتفلوا ودعموا ووزعوا الحلوى – فهم جميعًا إرهابيون ويجب تدميرهم أيضًا».
  - وزير الزراعة آفي ديختر الذي أعلن «هذه هي نكبة غزة 2023».
  - وزير التراث عميحاي إلياهو، في تصريحاته بشأن إسقاط القنبلة الذرية على غزة،
  - تصريح بعض السياسيين بأنه لا يوجد «غير متورطين» في غزة.

## تحيز وسائل الإعلام
اتهمت إسرائيل وشخصيات مؤيدة لإسرائيل وسائل إعلام أجنبية مثل هيئة الإذاعة البريطانية (BBC) بالتحيز لصالح الفلسطينيين، ونشرت تقارير من مصادر خارج إسرائيل عن وجود تحيز لصالح إسرائيل في وسائل الإعلام الغربية ‏.

## المناصرة من قبل دولة إسرائيل

### وزارة الإعلام
وبعد حوالي أسبوع من اندلاع الحرب، تم إغلاق وزارة الإعلام الإسرائيلية. ونُقل عن الوزيرة التي ترأسها، جاليت ديستل أتباريان ‏، قولها إن «وزارة الإعلام أصبحت خالية من الصلاحيات، وهي تُهدر المال العام، ولا يمكنها تقديم مساهمة كبيرة للبلاد».

### وزارة الخارجية والمتحدثون باسم جيش الاحتلال الإسرائيلي
وبحلول العشرين من أكتوبر/تشرين الأول، تم تسجيل أكثر من مليار تعرض للمحتوى الذي أصدرته وزارة الخارجية الإسرائيلية، بعضها باللغة العربية والفارسية.[بحاجة لاستشهادات إضافية] كما أن لجيش الاحتلال الإسرائيلي شراكة في هذا الجهد، حيث حصل مقطع فيديو عن الأهوال «من خلال عيون حماس» نشره متحدث باسم جيش الاحتلال الإسرائيلي على ستة ملايين مشاهدة في اليوم الأول من نشره. ونشر جيش الاحتلال الإسرائيلي العديد من مقاطع الفيديو الإضافية والعديد من التحقيقات الإرهابية. لقد قام كل من جيش الاحتلال الإسرائيلي ووزارة الخارجية بفرض الرقابة على القليل جدًا من البرامج بهدف إحداث صدمة لدى المشاهدين العالميين من أجل حثهم على دعم إسرائيل. وعرضت وزارة الخارجية الفيلم الذي يوثق فظائع حماس في عشرات السفارات الإسرائيلية حول العالم، وما زالت مستمرة في ذلك.[بحاجة لاستشهادات إضافية]
كان المتحدث باسم جيش الاحتلال الإسرائيلي، العميد دانييل هجاري، يعقد مؤتمرا صحفيا يوميا مع وسائل الإعلام، عادة باللغة العبرية وأحيانا باللغة الإنجليزية، عندما كان يقدم معلومات مهمة. ومع تقدم الحرب، كشف المتحدث باسم جيش الاحتلال الإسرائيلي عن معلومات استخباراتية وأدلة حصل عليها المقاتلون ووحدة التوثيق العملياتي في الميدان، تضمنت عدة تقارير ومزاعم تفيد بأن حماس تستخدم المدنيين والبنية التحتية المدنية كدروع بشرية. وشمل ذلك مقاطع فيديو تزعم إظهار استخدام حماس للمستشفيات لأغراض عسكرية، وخاصة مستشفى الشفاء، بما في ذلك التصريحات الإسرائيلية عن استضافته لمقرات تحت الأرض.[بحاجة لاستشهادات إضافية]
وكان المشرف على القسم الدولي في دوفر هو المقدم ريتشارد هيشت. تحت قيادته، خدم المقدم بيتر ليرنر في قوات الاحتياط لعدة أشهر من الحرب. بعد إطلاق سراحه من الاحتياط، انتقد ليرنر أداء الحكومة الإسرائيلية في مسألة كيفية تقديم المعلومات.[بحاجة لاستشهادات إضافية]

### الرئيس الإسرائيلي
في 15 أكتوبر/تشرين الأول، وفي مقابلة مع شبكة سي إن إن، عرض الرئيس إسحاق هيرتزوج الوثيقة «خطة اختطاف الأسرى»، والتي قيل إنها عُثر عليها مع جثة أحد مقاتلي حماس، والتي تتضمن تعليمات مفصلة حول كيفية التصرف عند اختطاف الأسرى. وتنص الكتابة على أن الخاطفين يجب أن يخلقوا حالة من الفوضى، ويخيفوا الأسرى من خلال الإكراه، وعصب العينين، والصدمات الكهربائية، وإعدام أي شخص قد يشكل تهديدًا أو إلهاءً. كما صدرت تعليمات للخاطفين باستخدام الأسرى كدروع بشرية إذا لزم الأمر. وأضاف هيرتزوج أيضًا أن المقاتلين مطالبون بتوثيق أفعالهم على الهواء مباشرة، وإعدام الأسرى أثناء هجمات جيش الاحتلال الإسرائيلي، وقارن هذه الأساليب بمنظمة داعش التي صنفتها الأمم المتحدة كمنظمة إرهابية.
ووصفت قوات الأمن الإسرائيلية اعترافات أحد المقاتلين المعتقلين، قائلة إن قيادة حماس وعدتهم بشقة وعشرة آلاف دولار لمن يحضر أسير من غزة، بما في ذلك كبار السن والنساء والأطفال.
وفي مقابلة مع هيئة الإذاعة البريطانية (بي بي سي) في 11 نوفمبر/تشرين الثاني، قال الرئيس هيرتزوج إنهم حصلوا على نسخة عربية من كتاب «كفاحي» لأدولف هتلر من غزة. وقال جنود الاحتلال إنهم عثروا عليه في غرفة للأطفال في غزة، يستخدمها مقاتلو حماس كقاعدة لهم. وقد تضمن محتوى الكتاب ملاحظات باللغة العربية كتبت بقلم التحديد.
في الرابع عشر من نوفمبر/تشرين الثاني، ألقى الرئيس هيرتزوج خطاباً عند الحائط الغربي، وتم بثه على الهواء مباشرة إلى مظاهرة مؤيدة لإسرائيل في واشنطن العاصمة، حيث شارك فيها نحو نصف مليون شخص.
في 27 نوفمبر/تشرين الثاني، اصطحب الرئيس هيرتسوغ الرئيس الألماني فرانك فالتر شتاينماير في جولة في كيبوتس باري، الذي تعرض لأضرار بالغة في الهجوم الأولي الذي شنته حماس. ووعد شتاينماير بأن بلاده ستساهم بمبلغ 7 ملايين يورو في ترميم معرض باري.

### سفير إسرائيل لدى الأمم المتحدة
في 26 أكتوبر/تشرين الأول، وفي خطاب أمام الجمعية العامة للأمم المتحدة، قدم جلعاد إردان، سفير إسرائيل لدى الأمم المتحدة، صورة لجثة مسعف محترقة قُتل في كيبوتس آري. وقال في خطابه: «إنها ليست أوشفيتز، إنها حماس». بالإضافة إلى ذلك، وزّع أعضاء الوفد الإسرائيلي صفحات تحتوي على رمز الاستجابة السريعة على الحاضرين في القاعة لمسحها ضوئيًا حيث يمكنهم مشاهدة الفظائع التي حدثت في 7 أكتوبر.
في 27 أكتوبر/تشرين الأول، عرضت القنصلية الإسرائيلية في نيويورك فيلماً يوثق الفظائع التي ارتكبتها حركة حماس أمام أكثر من عشرين رئيساً لمؤسسات إعلامية ومقدمين وصحفيين كبار من صحيفتي نيويورك تايمز وول ستريت جورنال بالإضافة إلى شبكات الإعلام إيه بي سي وإن بي سي وسي بي سي وسي إن إن. وفي نهاية العرض، قدم السفير جلعاد أردان إحاطة للصحفيين.
في 31 أكتوبر/تشرين الأول، ارتدى السفير إردان وأعضاء وفده شارة صفراء في مجلس الأمن التابع للأمم المتحدة احتجاجًا على الخطاب ضد إسرائيل. وقد أدان كبار المسؤولين في وزارة الخارجية الإسرائيلية ورئيس مؤسسة ياد فاشيم، داني ديان، هذا العمل، حيث صرح ديان: «إن هذا العمل يذل ضحايا الهولوكوست ودولة إسرائيل على حد سواء».
وفي 20 نوفمبر/تشرين الثاني، أقيم عرض في مقر الأمم المتحدة في نيويورك يظهر لقطات من الهجوم الذي وقع في 7 أكتوبر/تشرين الأول. وعرض الفيلم على سفراء الأمم المتحدة وكبار المسؤولين في المنظمة الدولية وممثلي الجالية اليهودية في نيويورك. ولم يكن الأمين العام للأمم المتحدة حاضرا أثناء العرض، على الرغم من أن حضوره جاء بناء على أوامر شخصية من إردان.[بحاجة لمصدر] في بداية العرض، قال إردان: «ما الهدف من وجود الأمم المتحدة إذا لم تبدأ جميع المناقشات في اليوم العالمي للطفل بإدانة حماس، التي ترتكب واحدة من أخطر جرائم الحرب في التاريخ؟».[إخفاق التحقق]
وفي الرابع من ديسمبر/كانون الأول، أقيمت فعالية في مقر الأمم المتحدة في نيويورك، احتجاجاً على رد الأمم المتحدة على مزاعم الاغتصاب والعنف الجنسي التي نُسبت إلى حركة حماس. وتم عرض شهادات وأدلة فيديو عن الهجوم، وخطابات، بما في ذلك خطاب مصوَّر لهيلاري كلينتون. وأدان السفير أردان الإهمال الذي تمارسه الأمم المتحدة والمنظمات النسائية في جميع أنحاء العالم تجاه النساء اليهوديات. نظّم هذا الحدث سفير إسرائيل لدى الأمم المتحدة بالشراكة مع المجلس الوطني للمرأة اليهودية في الولايات المتحدة ‏ (NCJW)، والمنظمة الصهيونية العالمية، ومنظمة هداسا الصهيونية، ومؤسسة شوسترمان.

### رئيس الوزراء الإسرائيلي
وتحدث رئيس الوزراء الإسرائيلي بنيامين نتنياهو مع العديد من زعماء العالم لحشد الدعم الدولي لإسرائيل وكان على اتصال متكرر مع الرئيس الأمريكي جو بايدن. وبالإضافة إلى ذلك، أجرى نتنياهو في كثير من الأحيان مقابلات مع شبكات إعلامية أجنبية لشرح موقف إسرائيل وتبرير الصراع والإجراءات القاسية في قطاع غزة. في 27 نوفمبر/تشرين الثاني، استضاف نتنياهو إيلون ماسك – أحد أغنى أغنياء العالم ومالك شبكة التواصل الاجتماعي إكس (تويتر) – وأعطاه جولة في مدينة غزة التي تضررت بشدة في أعقاب 7 أكتوبر/تشرين الأول، وعرض عليه فيلم الرعب الذي يوثق جرائم الحرب التي ارتكبتها حماس. وبعد ذلك، التقى ماسك بالرئيس إسحاق هرتسوغ، ورئيس الكنيست أمير أوهانا، والوزير بيني غانتس.

#### «آلة السم» التي يملكها نتنياهو
«آلة السم» هو الاسم الذي أطلقته وسائل الإعلام الإسرائيلية، والمعارضة على فريق الدعاية الشخصية لنتنياهو (غير المصرح به). استهدفت جهودهم الجماهير الإسرائيلية وكذلك العالم الخارجي.

### «72 عذراء – بدون رقابة»
في إطار جهود الدبلوماسية العامة التي بذلها الجيش الإسرائيلي، بدأت قناة «72 عذراء – غير خاضعة للرقابة» على تيليجرام، والتي بدأت في 9 أكتوبر/تشرين الأول 2023، بمشاركة صور ومقاطع فيديو صادمة لفلسطينيين تم التقاطها في غزة. الاسم هو إشارة إلى الصورة النمطية المعادية للإسلام التي تصور المقاتلين المسلمين الذين يحركهم في المقام الأول المكافآت في الحياة الآخرة، بما في ذلك «72 عذراء» في الجنة. قدمت القناة نفسها في البداية على أنها مستقلة، ولكن بسبب قدرتها على الوصول إلى مقاطع الفيديو والصور التي التقطها الجنود، تم اكتشاف أنها تدار من قبل قسم الحرب النفسية في جيش الاحتلال الإسرائيلي. تم إغلاق القناة بسبب عملها ضد السياسة من خلال استهداف الإسرائيليين، وكان الدور المعتاد للوحدة هو استهداف الأعداء وغيرهم من الجماهير الدولية. وصف موقع ذا واير القناة بأنها «عنصرية» لاستخدامها لغة مثل «الصراصير التي يجب إبادتها».

### الجامعات
في ديسمبر/كانون الأول 2024، أصدر جدعون ساعر، وزير الخارجية الإسرائيلي، بياناً سلط فيه الضوء على التركيز المخطط له على الجامعات الأمريكية، التي شهدت احتجاجات كبيرة مؤيدة للفلسطينيين منذ بدء الحرب في أعقاب الهجوم الذي قادته حماس على إسرائيل. وأكد البيان أن هذه المبادرة ستتم بالتعاون مع المجموعات اليهودية الأميركية وبالتنسيق مع جهود مماثلة من قبل وزارة شؤون الشتات.
وقال ساعر لصحيفة معاريف الإسرائيلية: «إن جهود الدعاية الإسرائيلية وحرب الوعي لم تتلق على مدى عقود الموارد والأدوات الأساسية والمنقذة للحياة التي تحتاجها». أنا عازم على إحداث تغيير. كل شيكل يُخصَّص لهذه القضية هو استثمار، وليس نفقة، وسيعزز إسرائيل ومكانتها في العالم.
وبحسب موقع يهودي من الداخل، أجرى ساعر وفريقه جلسات عصف ذهني مع مجموعة متنوعة من الأفراد والمجموعات المنخرطة في الدعوة المؤيدة لإسرائيل في جميع أنحاء العالم. يشمل هؤلاء المشاركون مؤثرين على وسائل التواصل الاجتماعي، وشخصيات ثقافية، ودعاة هاسبارا المحترفين، وممثلين عن منظمات يهودية مختلفة.

## فيديوهات وصور 7 أكتوبر

### «فيلم رعب»
وأعدت وحدة المتحدث باسم جيش الاحتلال الإسرائيلي فيلما مدته 47 دقيقة يجمع لقطات خام للهجوم المفاجئ على إسرائيل، بما في ذلك مقاطع مأخوذة من كاميرات الجسم ‏ التي يرتديها مقاتلو حماس والتي تحتوي على مشاهد التعذيب والقتل وتشويه الجثث. ويذكر الفيلم أنه لا يتضمن توثيقاً لحالات الاغتصاب حتى لا يمس كرامة العائلات، باستثناء «الأجزاء التي يتضح بعدها تماماً أن هناك اغتصاباً». الاسم الرسمي للفيلم هو «الشاهد على مذبحة 7 أكتوبر» ولكن وسائل الإعلام الإسرائيلية والجمهور أطلقوا عليه اسم «فيلم الرعب». وقد تم تقييد مشاهدته ولم يتم توزيعه بين عامة الناس بسبب المحتوى المؤلم للفيلم والضرر المحتمل للصحة العقلية للمشاهد. أجرى ممثلون رسميون لإسرائيل (وزارة الخارجية، المتحدث باسم جيش الاحتلال الإسرائيلي، سفير إسرائيل لدى الأمم المتحدة) عمليات فحص مغلقة لقادة في إسرائيل والعالم، بما في ذلك أعضاء البرلمان، والصحفيين، ومحرري وسائل الإعلام وغيرهم.[بحاجة لاستشهادات إضافية]

### الأهداف المصورة والمتناقضة في وسائل الإعلام العربية
ركزت اللقطات الخام من فيلم جيش الاحتلال الإسرائيلي على الهجمات على المدنيين الإسرائيليين والعمال الأجانب. وكان هذا مختلفًا بشكل كبير عن مقاطع الفيديو التي تم تحريرها بشكل كبير والتي نشرتها كتائب القسام (الجناح العسكري لحركة حماس) رسميًا على موقعها الإلكتروني وقناتها على تيليجرام مع العلامة المائية لوحدة الإعلام العسكري الخاصة بها، والتي أعادت نشرها العديد من وسائل الإعلام الإخبارية الدولية، وخاصة باللغة العربية. وركزت مقاطع الفيديو الرسمية التي نشرتها الكتائب بشكل شبه كامل على الهجمات على البنية التحتية العسكرية وقتل الجنود الإسرائيليين، وقتل رجال بالغين مسلحين آخرين. وكانت النساء الإسرائيليات اللواتي أظهرتهن كتائب القسام في مقاطع الفيديو الرسمية التي نشرتها على الإنترنت على قيد الحياة ويرتدين كامل ملابسهن. كارينا أرييف، عاملة المراقبة العسكرية في جيش الاحتلال الإسرائيلي البالغة من العمر 19 عامًا أُخذت كأسيرة في موقع ناحال عوز العسكري، كانت أيضًا ملفوفة بملاءة سرير، ولم يظهر منها سوى وجهها. وقد تم تضمين هذه الصور أيضًا في صحف جيروزالم بوست الإسرائيلية، لكن القصص التي نُشرت معها تكهنت مطولًا باحتمالية وقوع عنف جنسي ولكن بدون أي دليل.

### رد الجزيرة الإنجليزية
أنتجت قناة الجزيرة الإنجليزية مقطع فيديو خاص بها يغطي هجمات السابع من أكتوبر. أدان الفيلم الوثائقي الهجمات المؤكدة على المدنيين، مثل إطلاق النار الجماعي في مهرجان نوفا الموسيقي، والقنابل اليدوية التي ألقيت في الملاجئ الجوية ‏، واحتجاز المدنيين الأسرى، كما انتقد أيضًا الدبلوماسية العامة لإسرائيل، وخاصة زاكا لتجاهلها الجرائم ذات الأدلة الدامغة، وبدلًا من ذلك «التركيز على الجرائم التي لم ترتكبها حماس».

### فيديوهات إثبات حياة الأسرى
وكانت إحدى الروايات المضادة من بعض الإسرائيليين هي أن العديد من العائلات نشرت صوراً ومقاطع فيديو لوسائل الإعلام نشرتها الجماعات الفلسطينية المسلحة.

## «هل تدين حماس؟»
وأصبح السؤال المطروح في وسائل الإعلام الإسرائيلية والدولية هو المطالبة بإدانة حماس وهجمات السابع من أكتوبر/تشرين الأول. ووصف ناشطون مؤيدون للفلسطينيين هذا السؤال لصحيفة «فوروورد» بأنه تكتيك لبدء السرد في السابع من أكتوبر/تشرين الأول، وحذف أحداث السنوات السابقة، و«يهدف إلى إغلاق المناقشة». اقترح الكاتب جيمس راي من مجلة موندويس أن هذا «يُشوّش» تعبيرات التضامن ويهدف إلى إخفاء ما يسمونه «السياق الاستعماري» للأحداث.
وقد أصدرت الحكومات، والشركات والشخصيات العامة من جميع أنحاء العالم إدانات. نشر معهد القيادة التنفيذية التابع لكلية ييل للإدارة ‏ «قائمة الشركات التي أدانت الهجوم الإرهابي الذي شنته حماس على إسرائيل»، والتي ضمت أكثر من 200 شركة، معظمها من أمريكا الشمالية وأوروبا. كان حوالي نصف القائمة ألمانيًا، بما في ذلك فولكس فاجن، وباير، وغيرها. في أكتوبر 2023، أصدرت أكثر من 100 شركة ألمانية رائدة بيانًا مشتركًا في الصحف الكبرى تدين الهجوم.
وقد سبق لتنظيم داعش أن أدان حماس واعتبرها مرتدة. في سبتمبر 2024، ذكرت صحيفة إسرائيل اليوم الإسرائيلية أن تنظيم داعش أدان حماس، استنادًا إلى بيانهم بأن «الفلسطينيين يتم التضحية بهم من أجل إيران»، على الرغم من عدم ذكر حماس بالاسم. لقد دأب القادة الإسرائيليون على مقارنة حماس بتنظيم الدولة الإسلامية (داعش)، وهو الخلط الذي وصفته خبيرة الموضوع مونيكا ماركس بأنه محاولة «لكتم الانتقادات الموجهة لمعاملة البلاد للفلسطينيين».

## الأهمية المعاصرة للهولوكوست

### «لن يتكرر هذا أبدًا»
لقد تم استخدام عبارتي «لن يتكرر ذلك أبدًا» و «لن يتكرر ذلك أبدًا الآن» في المقام الأول للإشارة إلى منع تكرار الهولوكوست، ولكن تم استخدامهما أيضًا للدعوة إلى منع الإبادة الجماعية على نطاق أوسع. في مقابلة مع NPR، قالت الكاتبة والصحفية ماشا جيسن ‏ «أعتقد أنه لتحقيق وعد «لن يتكرر ذلك أبدًا»، يتعين علينا التحقق باستمرار لمعرفة ما إذا كنا ننزلق مرة أخرى إلى الظلام، وهو ما أعتقد أنه يحدث في غزة اليوم...» و«... يمكننا القول إنه يشبه حقًا الوضع ليس فقط في الأحياء الفقيرة، ولكن أيضًا في تصفية الأحياء الفقيرة في أوروبا المحتلة من قبل النازيين. وهذه هي اللحظة المناسبة للعالم ليقول إذا كنا سنفي بوعد «لن يتكرر ذلك أبدًا»، فعلينا أن نتدخل الآن».
نُشر إعلانٌ على صفحة كاملة في عددٍ من الصحف الكبرى بعنوان «لن يتكرر هذا أبدًا». ووقّعت عليه أكثر من 100 شركة ألمانية، وجاء فيه: «نُدين جميعًا هجوم حماس الإرهابي على إسرائيل، ونرى بفزع معاناة المدنيين في إسرائيل وغزة... وبصفتنا شركاتٍ ألمانية، نقف ضد جميع أشكال الكراهية ومعاداة السامية».

## حماس هي داعش
استخدمت عبارة «حماس هي داعش» لأول مرة من قبل رئيس الوزراء الإسرائيلي بنيامين نتنياهو قرب نهاية حرب غزة عام 2014. وانتقد الصحفيون الإسرائيليون المقارنة ومشاركته للدعاية الحقيقية لداعش في منشورات على وسائل التواصل الاجتماعي، بما في ذلك صور جيمس فولي من فيديو قطع رأس ‏ داعش. وتابع نتنياهو قائلا: «حماس هي داعش وداعش هي حماس»، وذلك في خطاب ألقاه في الأمم المتحدة عام 2014. في عام 2016، قال رئيس قسم العلوم السياسية في جامعة الخليل، إنه من الخطير دمج حماس وداعش. وقد زعم بعض الصحفيين الإسرائيليين أن حماس تشبه منظمتي إرجون وليحي أكثر من داعش.
في الأيام الأولى للهجوم الإسرائيلي على قطاع غزة، نشرت صحيفة جيروزالم بوست مقالاً يصف أوجه التشابه بين تأثيرات المجموعتين، كما حددها الدكتور هاريل تشوريف من مركز موشيه ديان للدراسات الشرق أوسطية والأفريقية، بالإضافة إلى اقتباس من بنيامين نتنياهو يقول، «إنهم متوحشون. حماس هي داعش». وفي خطاب عام ألقاه إلى جانب وزير الخارجية أنتوني بلينكن، قال نتنياهو: «حماس هي داعش، وكما تم سحق داعش، فسوف يتم سحق حماس أيضًا».
وقد وصف خبراء عسكريون دوليون ومنظمات إعلامية رئيسية عدة اختلافات بين المجموعتين. في حين يسعى تنظيم داعش إلى إقامة نظام حكم ديني يرفض الديمقراطية ويضطهد المسيحيين، شاركت حماس في الانتخابات التشريعية الفلسطينية عام 2006، حيث ضمت القائمة الانتخابية التي قادتها حماس والتي فازت مسيحياً فلسطينياً يترشح للمقعد المخصص للمسيحيين في مدينة غزة. وتشمل الاختلافات الأخرى مواقفهم بشأن القومية، والإسلام الشيعي، وتدمير التراث الثقافي. وقال طلال أبو ظريفة، أحد زعماء الجبهة الديمقراطية لتحرير فلسطين (فصيل علماني متحالف مع حماس)، إن إسرائيل تستخدم هذه المقارنة «لتبرير إبادتها للشعب الفلسطيني وإراقة الدماء». ومن بين القواسم المشتركة التي تم وصفها هو وضعهم المشترك باعتبارهم مجموعات إرهابية مصنفة من قبل الولايات المتحدة والمملكة المتحدة.

### #حماس_هي_داعش
انتشر وسم #حماس_هي_داعش (بالإنجليزية: #HamasIsISIS) على وسائل التواصل الاجتماعي بشكل كبير في وقت مبكر من الحرب. قامت إيلا كينان، التي تعمل كمدونة سفر، بالترويج لهذا الهاشتاج في بداية حرب غزة، وطلبت من متابعيها البالغ عددهم 200 ألف شخص نشره. أصبح هذا الهاشتاج واحدًا من أكثر الهاشتاجات شيوعًا في إسرائيل على تويتر/إكس وتم استخدامه في المنشورات التي تحتوي على مواد رسومية. وقد وصلت هذه التغريدات، من بين آخرين، إلى أحمد طه، وهو مؤثر من الإمارات العربية المتحدة لديه ما يقرب من نصف مليون متابع، بالإضافة إلى الشريك المؤسس لشركة Salesforce ومالك مجلة Time، مارك بينيوف. وقد تضمنت الرسالة أيضًا خطابات رئيس الوزراء الإسرائيلي بنيامين نتنياهو ورئيس الولايات المتحدة جو بايدن.

### #الغرب_هو_التالي
كان هناك وسم شائع آخر استخدم في وقت مبكر من الحرب وهو «#الغرب_هو_التالي» (بالإنجليزية: #TheWestIsNext)، وهي رسالة موجهة إلى العالم الغربي مفادها أن حماس تشكل تهديدًا، ليس فقط لإسرائيل، بل للعالم الغربي بأكمله.

## المناصرة من قبل الشخصيات العامة
دافع العديد من الممثلين والمخرجين والمؤثرين على الإنترنت عن تصرفات إسرائيل خلال الحرب ودعوا إلى دعمها.[بحاجة لاستشهادات إضافية]
كان رئيس الوزراء الإسرائيلي السابق نفتالي بينيت يُجري مقابلات متكررة مع شبكات الإعلام الأجنبية، حيث زعم أن الرد العسكري الإسرائيلي كان مبررًا بسبب وحشية حماس، التي قارنها بالنازيين. كما عمل بينيت على رفع الروح المعنوية للجنود والمدنيين الإسرائيليين، وصاغ عبارة «لدينا أمة من الأسود».
أجرى يوسف حداد، الصحفي والناشط الحقوقي العربي الإسرائيلي، عدة مقابلات مع مؤسسات إعلامية أجنبية. ونشر عدة مقاطع فيديو على الإنترنت يصف فيها الجرائم التي ترتكبها حماس وما اعتبره نفاق العالم في موقفه من إسرائيل. كما خاطب حداد الفلسطينيين بشكل مباشر باللغة العربية، داعياً إياهم إلى التمرد ضد حماس والإطاحة بها.
مصعب حسن يوسف، ابن أحد مؤسسي حماس والجاسوس لجهاز الأمن الداخلي الإسرائيلي (الشاباك) خلال الانتفاضة الثانية، أدان حماس وأيديولوجيتها الجهادية مراراً وتكراراً في المقابلات.
في مقابلات، رفض الكاتب والصحفي البريطاني دوغلاس موراي محاولات إلقاء اللوم على إسرائيل في الوضع في غزة، قائلاً: «التناسب في الصراع أمرٌ مُضحك. يُتوقع من الإسرائيليين فقط الردّ بشكل متناسب». وفي الحرب، عادةً ما يتكبّد الطرف الخاسر خسائر أكبر، وهذا لا يعني أنه الضحية. كما خرج موراي ضد المتظاهرين والناشطين المؤيدين للفلسطينيين والتقدميين الذين أنكروا الفظائع التي ارتكبتها حماس، ووصفها بأنها «إنكار حقيقي للهولوكوست».
قامت الممثلة ومؤسسة منظمة الدعوة «العمل من أجل إسرائيل»، نوح تيشبي، ‏ بتوسيع نطاق جمهور نشاطها، وخاصة في الولايات المتحدة. وقد علق المعلق السياسي ومقدم البرامج الإعلامية بن شابيرو بانتظام على الحرب خلال برامجه المعتادة، ودافع عن إسرائيل أثناء مشاركته في العديد من المناقشات العامة. في مناظرة بجامعة أكسفورد في بريطانيا العظمى، واجه شابيرو الطلاب المؤيدين للفلسطينيين من خلال تأكيده على قسوة حماس ورفضه اتباع «الدعاية الفلسطينية».
ناثانيال بوزوليك، الممثل الأسترالي المعروف بتجسيد شخصية كول مايكلسون في مسلسل «مذكرات مصاص الدماء» والمسلسل المشتق منه «الأصليون»، كان أيضًا مؤيدًا علنيًا لإسرائيل. منذ بداية الحرب، عمل على إثارة الوعي لصالح دولة إسرائيل، حيث سافر إلى هناك لإظهار للعالم ما يحدث في البلاد.
جال جادوت، عارضة أزياء وممثلة ومنتجة إسرائيلية، اشتهرت بتجسيد شخصية جيزيل ياشار ‏ في سلسلة أفلام «السرعة والغضب» وشخصية وندر وومان في الفيلم الذي يحمل نفس الاسم، بذلت عدة جهود لإظهار «فيلم الرعب» لهجمات 7 أكتوبر في هوليوود.[بحاجة لمصدر أفضل]
أعرب الرئيس الأرجنتيني خافيير ميلي صراحة عن نفسه باعتباره مؤيدًا متحمسًا لإسرائيل، حيث زار البلاد عدة مرات منذ بداية الحرب وزرع شجرة في القدس. وكدليل على دعمه لإسرائيل، قال إنه يعتنق اليهودية.

## رسوماتأرض نيهدريت

### رسم تخطيطي لـ«مثليون من أجل فلسطين»
في 5 نوفمبر 2023، بثت قناة «أرض نيهدريت» مشهدًا هزليًا يسخر من التقدمية في الجامعات الأمريكية. يصور المشهد الكوميدي صورًا نمطية لناشطين مثليين من حركة «مثليون من أجل فلسطين»، يتحدثان بشكل داعم مع أحد نشطاء حماس. [بحاجة لاستشهادات إضافية]
يتحدث المسلح علانية عن رغبته في قتل اليهود وأفراد مجتمع الميم، قائلاً «سنرميكم من السطح، أيها الأوغاد المثليون!» مع استمرار النشطاء في الثناء عليه ودعمه.[مصادر ذاتية النشر]

### رسم تخطيطي عن تغطية بي بي سي
كما نشرت منظمة أرض العجيبة (أرض نيهدريت) أيضًا مشهدين ساخرين من قناة بي بي سي الإخبارية بسبب ما وصفته بتغطية أحادية الجانب ضد إسرائيل وخاصة تقريرها عن الانفجار في مستشفى الأهلي العربي حيث ألقت اللوم على إسرائيل، والذي لاقى صدى لدى العديد من المشاهدين في بريطانيا وانتشر على نطاق واسع. في 14 نوفمبر/تشرين الثاني، نشرت «أرض نهيديريت» مشهداً ساخراً آخر يسخر من هيئة الإذاعة البريطانية (BBC)، حيث أجرت المذيعة راشيل مقابلة مع يحيى السنوار بطريقة متعاطفة للغاية، وتتهم، من بين أمور أخرى، طفلاً إسرائيلياً اختطفته حماس ويبكي في ظل تعذيب الحرمان من النوم ضد السنوار الذي يحتجزه. في نهاية المقابلة، تتجه راشيل إلى ركن «لحظة في التاريخ» على قناة بي بي سي، وهناك، بجوار صور من الحرب العالمية الثانية، يُسمع السرد: «في عام 1944، رفض ونستون تشرشل وقف إطلاق النار واستمر في الإبادة الجماعية لألمانيا النازية – والتي حوّلت الألمان إلى ضحايا – وبريطانيا إلى مجرم حرب». وقد اتُهم تشرشل بارتكاب إبادة جماعية أثناء الحرب العالمية الثانية، ولكنها حدثت في البنغال، وكان هناك طفل رضيع اختطف في السابع من أكتوبر، ولكن الطفل الوحيد الحقيقي (طفل أقل من عامين) اختطفه أسود البرية واحتجزوه في خان يونس، فوق الأرض من قبل كتائب المجاهدين.

### رسم يسخر من الجامعات
في ديسمبر 2023، بثت قناة «أرض نيهدريت» مشهدًا هزليًا باللغة الإنجليزية بمشاركة مايكل رابابورت يسخر من رؤساء الجامعات النخبوية بعد سماعه أن ألباس دمبلدور يقود ثلاثة أساتذة في هوجورتس أعربوا عن دعمهم لـ«إبادة بوتشامز» وبعد أن قيل له أن ذلك كان بسبب الكثير من المال من الدولة القطرية، انضم أيضًا. وفي المشهد الثاني، تم عرض مقطع فيديو يظهر فيه قادة حماس وهم يغنون بينما ينفقون ملايين الدولارات في قطر على الترف، وذلك بعد أن بدأ المشهد بممثلة فلسطينية تبكي وتطلب التبرعات لغزة، حيث تذهب كل الأموال إلى قادة حماس في قطر.
في كثير من الأحيان، لا تتبع الجامعات الفكر السائد. كما أن الجامعات داخل إسرائيل لها تاريخ طويل في انتقاد الحكومة الإسرائيلية أكثر من معظم المؤسسات، وخلال الجدل حول الإصلاح القضائي الإسرائيلي في عام 2023، قال مؤرخ بارز في جامعة إسرائيلية، «إنه يذكرنا حقًا بألمانيا في عام 1933» (تشبيه صريح لألمانيا النازية).

## المناصرة من قبل المواطنين

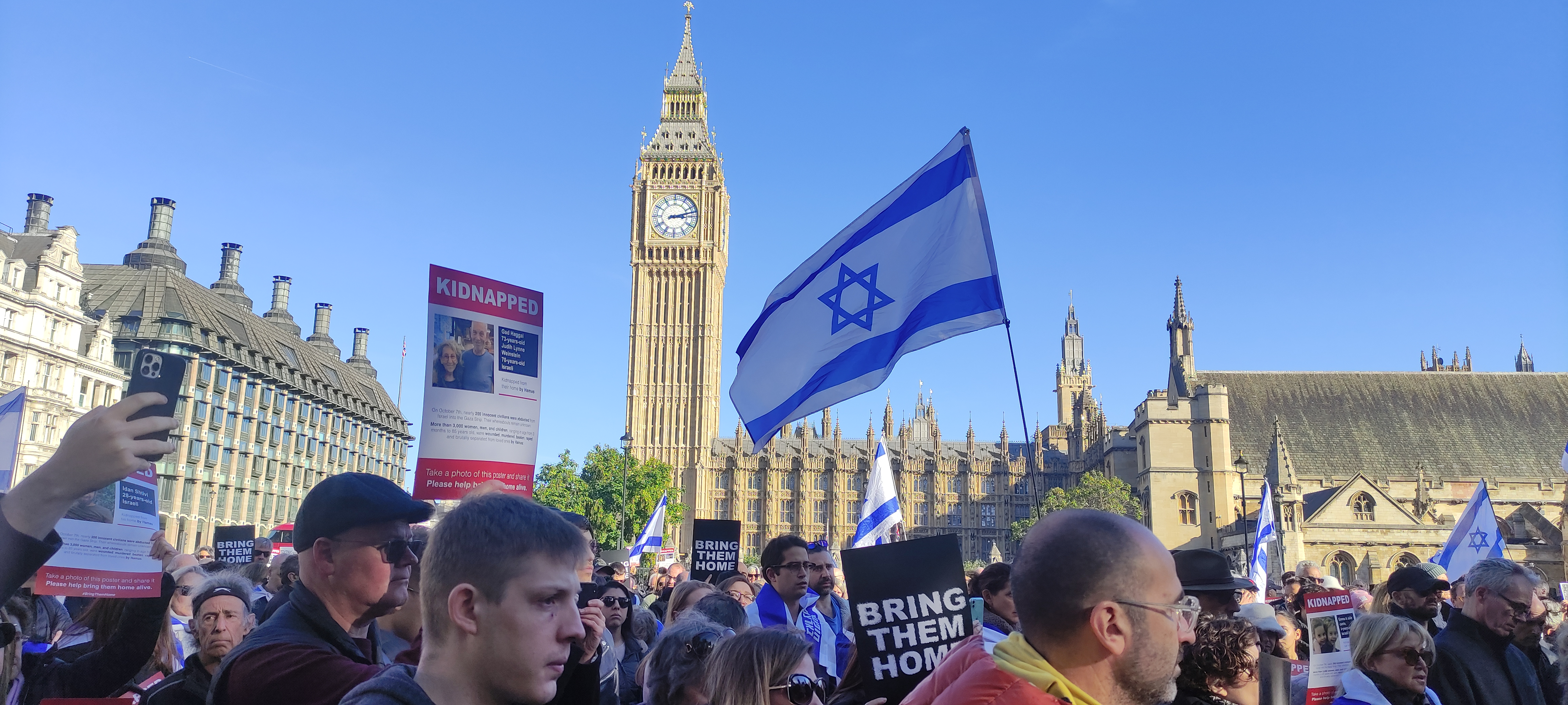
مظاهرة دعم لإسرائيل ومطالبة بإعادة الأسرى في في لندن.

عمل العديد من الإسرائيليين أثناء الحرب على تفسير وتبرير تصرفات إسرائيل، وخاصة على شبكات التواصل الاجتماعي. لقد نشروا جرائم الحرب والهجمات على المدنيين التي ارتكبتها حماس، مع قيام العديد منهم بإنشاء مقرات مدنية من أجل نشر الدعاية الإسرائيلية. تنشر وسائل الإعلام الإسرائيلية محتوى باللغات الأجنبية للترويج للدفاع عن إسرائيل. نشرت قناة كان 11 سلسلة من مقاطع الفيديو باللغات الإنجليزية والإسبانية والفارسية والعربية. عمل موقع الأخبار الإسرائيلي ماكو على جهود التوعية عبر الإنترنت على حسابه على إنستغرام. وقد انتشرت مقاطع فيديو عبر الإنترنت تشجع وتشرح كيفية الانضمام إلى هذه الجبهة، مع تحمل العديد من الأفراد مسؤولية نشر الدعاية المؤيدة لإسرائيل بينما ينتقدون الخطاب المتناقض علنًا.
بعد الحرب، تم إنشاء عدد من مقرات المعلومات المدنية. أجرى مركز المعلومات المدنية برئاسة إلياف باتيتو العديد من أنشطة الدعاية التي تشمل، من بين أمور أخرى، التوثيق والتوزيع والترجمة والتحقق من الحقائق والأخبار الإيجابية. وانضمت المنظمات المخضرمة أيضًا إلى النضال المعلوماتي. قف معنا ‏ هي منظمة دولية مؤيدة لإسرائيل قامت بإنشاء العديد من مقاطع الفيديو والرسوم البيانية وغيرها من المحتوى لتوزيعها على الشبكات الاجتماعية. عقدت جمعية «إسرائيليز» ندوات عبر الإنترنت تهدف إلى تدريب الجمهور على المناصرة. بدأت منظمة ديبلويكت برامج تدريبية لطلاب المدارس والاحتياط للمشاركة في مهام التوعية في جميع أنحاء العالم. حظيت زيارة وفد من المنظمة إلى محكمة العدل الدولية في لاهاي بتغطية إعلامية واسعة في وسائل الإعلام الإسرائيلية والدولية.
الحجة التي أثيرت ضد فعالية المبادرات الخاصة هي أن خوارزميات الشبكات الاجتماعية تؤدي إلى أن غالبية الجمهور المستهدف المعرض للمحتوى هم الإسرائيليون أنفسهم، مع وجود نسبة قليلة فقط من مشاهدي المحتوى الذين يعيشون خارج إسرائيل.

### مقر المعلومات المدنية

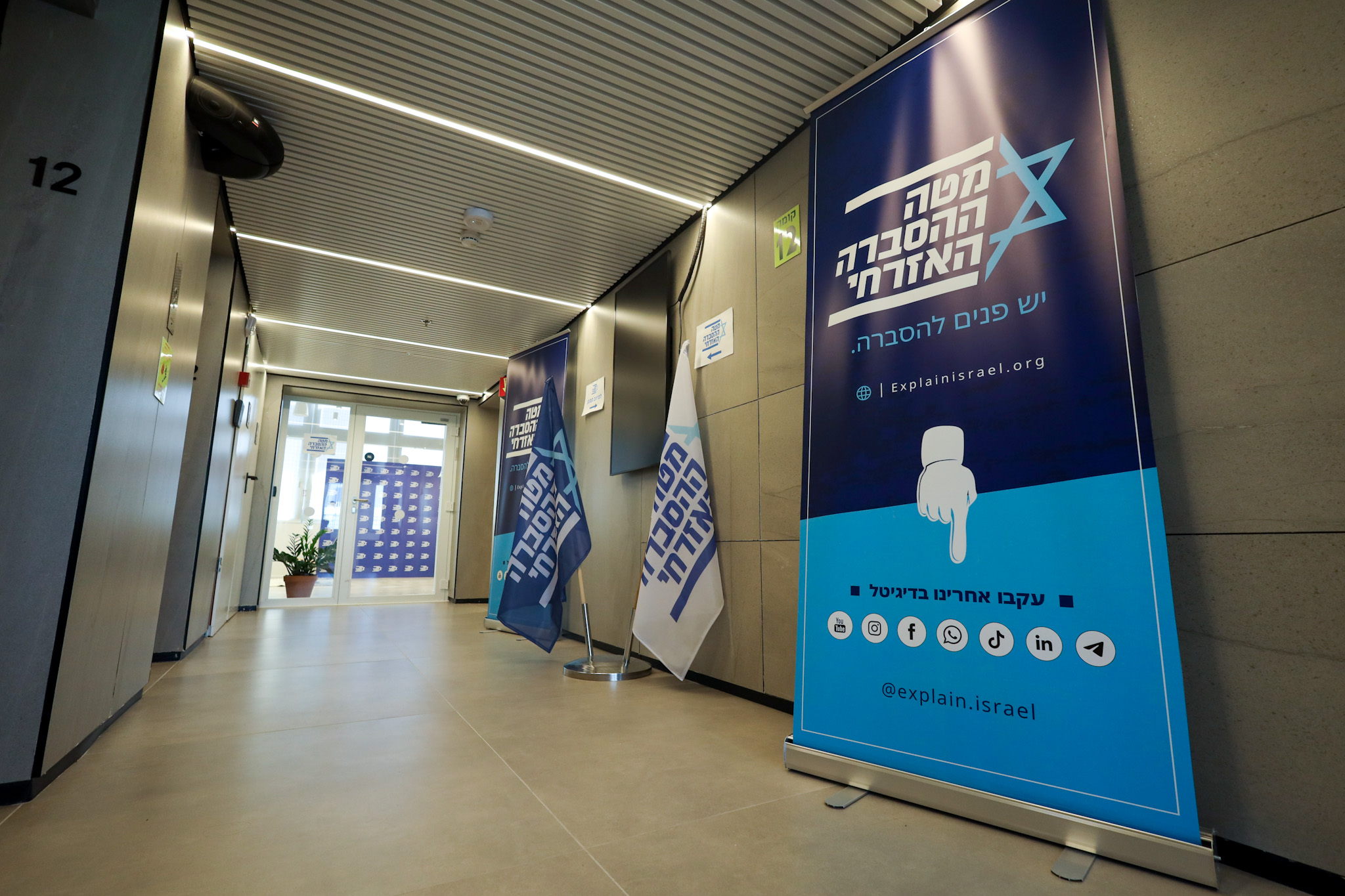
مكاتب مقر المعلومات المدنية

مقر الدفاع المدني (بالعربية: الروح الإسرائيلية) هي منظمة غير ربحية تعمل لصالح إسرائيل، تأسست في إسرائيل بعد الهجوم المفاجئ الذي شنته حماس في 7 أكتوبر 2023. تأسست المنظمة من قبل مجموعة من المتطوعين بهدف خلق وعي واسع النطاق بإسرائيل في إسرائيل وحول العالم، في حين محاربة معدلات معاداة السامية المتزايدة في جميع أنحاء العالم.
في غضون ساعات قليلة من بداية المنظمة التي تم إنشاؤها تلقائيًا، انضم ما يقرب من 30 ألف عضو إلى مجموعة التوزيع. ونتيجة لذلك، نشأت الحاجة إلى محتوى بمجموعة متنوعة من اللغات يمكن تكييفه مع مجموعة متنوعة من المنصات. انضم حوالي ثلاثة آلاف متطوع لتشغيل المجموعة في أدوار مختلفة: المترجمون، والمبدعون ومنشئو المحتوى، ومحررو الفيديو والفنانون الجرافيكيون، والعاملون في مجال البحث والإنتاج، وعلماء النفس، والعاملون الاجتماعيون. بالإضافة إلى ذلك، تم حشد حوالي 30 تعاونًا تكنولوجيًا مع الشركات الناشئة والشركات ذات التقنية العالية من أجل المنظمة.
نشر حنانيا نفتالي ‏ مقطع فيديو على الفيسبوك وعلى X (تويتر) باللغة الملايوية / الإندونيسية لشخصيته وصوته على خلفية من الصور التي تتوافق مع أفكاره، مع ترجمة مكتوبة باللغة الإنجليزية. شاهد كيني أونج الفيلم في ملقا، وسأل صديقًا إسرائيليًا يتحدث اللغة، والذي انتبه للأمر في الوقت نفسه تقريبًا: «هل يفهم حنانيا نفتالي اللغة الملايوية؟». اتضح أن اللغة تُسمع في فم حنانيا نفتالي، وأن الفيديو دعاية ناجحة، وقد وزّعه أيضًا المستمع الإسرائيلي. فيديو آخر من حنانيا نفتالي يخاطب سكان ماليزيا باللغة الإنجليزية.

### لافتات «مختطفون من إسرائيل»

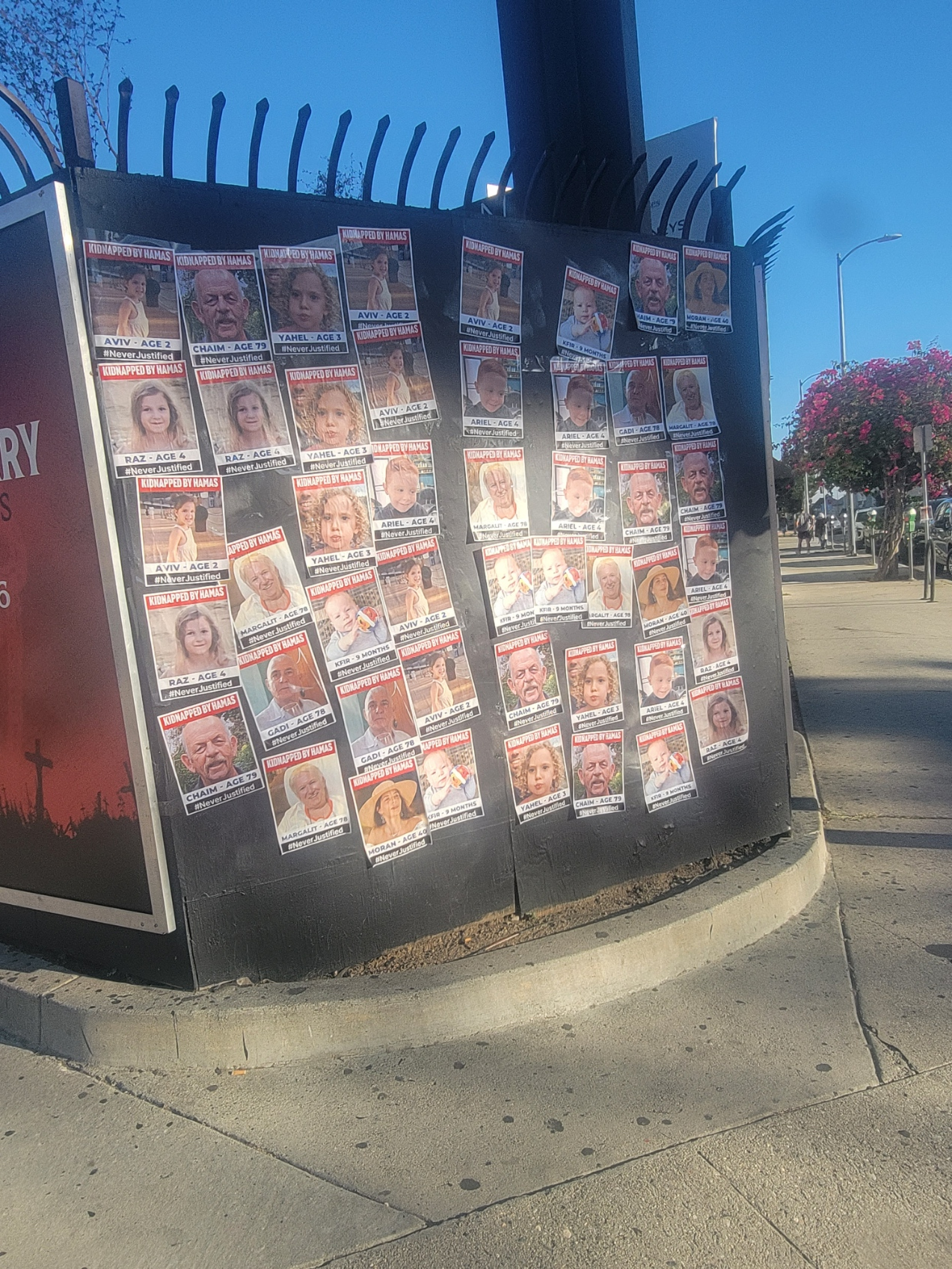
ملصقات لأسرى حماس خلال حرب غزة، تم التقاطها في لوس أنجلوس.

بدأت حملة «مختطفون من إسرائيل» كمبادرة من الثنائي الفنان «ديدا» ونيتسان مينتز معًا في برنامج إقامة في نيويورك وبالتعاون مع المصمم الإسرائيلي تال هوفر. وتستند الحملة، التي تظهر وجوه عشرات المدنيين والجنود الذين اختطفتهم حماس، إلى نموذج إخطار الأشخاص المفقودين المعروف للعامة في الولايات المتحدة. تم توزيع هذه اللافتات في البداية من قبل الفنانين أنفسهم والمجتمع الإسرائيلي في نيويورك، ولكن في فترة قصيرة من الزمن، أصبحت حملة خارجية يتم توزيعها في جميع أنحاء العالم. تم وضع العلامات بشكل رئيسي على الجدران والحواجز والأسوار والدرابزين. تشير كل علامة إلى أحد المختطفين العديدين الذين كانوا محتجزين حاليًا في قطاع غزة. في أعلى اللافتة مكتوب «مختطف»، وفي الوسط صورة كبيرة للمختطف وفي الأسفل اسمه وعمره، وأسفلهما هاشتاج «#لن_يُبرر» (بالإنجليزية: #NeverJustified) و«لن يُبرر أبدًا» (في إشارة إلى اختطاف المدنيين المزعوم).
أثار توزيع اللافتات وتعليقها نقاشًا حادًا وغضبًا واسعًا حول العالم. وشوهد ناشطون مؤيدون لفلسطين حول العالم يمزقون الإعلانات مرارًا وتكرارًا، مما أدى أيضًا إلى مواجهات كلامية عديدة صُوّرت بالفيديو ونُشرت عبر منصات التواصل الاجتماعي والأخبار.

## منتدى الأسرى والعائلات المفقودة
وفي مساء اليوم التالي للهجوم المفاجئ، عقدت عائلات المختطفين والمفقودين مؤتمرا صحفيا، طالبوا فيه الحكومة الإسرائيلية بفتح حوار منتظم مع العائلات، وتعيين مسؤول عن هذه الأمور، والقيام بعملية تهدف إلى إعادة المفقودين إلى إسرائيل، والدفع نحو التدخل الفوري من قبل الزعماء العرب في العالم بهدف تحرير الأسرى. وقد عينت الحكومة جال هيرش ليكون مسؤولاً عن هذه المسألة.
وفي وقت لاحق، نشر المقر الرئيسي ثلاثة مطالب:
1. الإفراج الفوري عن كافة الأسرى، لأن احتجازهم مخالف للقانون الدولي، حيث يعتبر جريمة حرب وجريمة ضد الإنسانية.
2. – فتح ممر إنساني  [لغات أخرى]‏ فوري لتزويد الأدوية والمعدات اللازمة للمختطفين المصابين بأمراض مزمنة والجرحى، وكذلك ترتيب فحص جميع الأسرى من قبل طبيب.
3. تدخل ومساعدة قادة الدول المجاورة من أجل الإفراج الفوري عن الأسرى المختطفين.

### العمليات
وفي 18 أكتوبر/تشرين الأول، التقى ممثلو عائلات المختطفين بالرئيس الأميركي جو بايدن، الذي قام بزيارة خاصة إلى إسرائيل في خضم الحرب. وأكد بايدن أن الولايات المتحدة تدعم إسرائيل بشكل كامل وتعمل على إطلاق سراح المختطفين، وأنها ستساهم بمواردها بقدر ما هو مطلوب لتحقيق هذا الهدف. في 24 أكتوبر/تشرين الأول، وصل وفد من مقر أهالي المختطفين إلى مجلس الأمن الدولي لمناقشة حرب غزة. تحدث والدا عمر نويطرا الذي اختطف إلى غزة، في جلسة مجلس الأمن، وطالبا الأمم المتحدة بالتحرك لإعادة المختطفين عقب اعتقالهم، مؤكدين أن الأمم المتحدة رفضت التحرك ضد حماس. وفي اليوم التالي، أنكرت الملكة رانيا ملكة الأردن قيام مقاتلي الجناح العسكري لحركة حماس بقطع رؤوس المدنيين. وردًا على ذلك، أرسل لها المقر الرئيسي رابطًا لموقع ويب مشفر يتضمن مقاطع فيديو لعمليات قطع الرؤوس وحرق الجثث وإساءة معاملة المدنيين من قبل القوات.

## القضايا الرئيسية

### استخدام حماس للمدنيين كدروع بشرية

#### مستشفى الشفاء
في 27 أكتوبر/تشرين الأول 2023، قدم المتحدث باسم جيش الاحتلال الإسرائيلي دانييل هاجاري، في إحاطة إعلامية إلى وسائل الإعلام الأجنبية، معلومات استخباراتية تفيد بأن حماس وضعت مقرها الرئيسي والعديد من القطع الأخرى من البنية التحتية العسكرية — بما في ذلك مقر مركزي إضافي، وشبكة من الأنفاق للعمليات العسكرية، وملاجئ لكبار مسؤولي حماس، ومستودعات آي إم إل، ومراكز إدارة إطلاق الصواريخ — تحت مستشفى الشفاء في قلب مدينة غزة من أجل استخدام المستشفى كدرع بشري ومنع هجمات جيش الاحتلال الإسرائيلي على البنية التحتية وكبار مسؤولي حماس. وتم نقل المعلومات أيضًا إلى أجهزة الاستخبارات التابعة لحلفاء إسرائيل.
في 6 نوفمبر/تشرين الثاني 2023، قال معلق على قناة العربية السعودية إن مركز قيادة حماس يقع تحت مستشفى الشفاء، معترفاً بذلك أو مؤكداً كلام جيش الاحتلال الإسرائيلي. في 15 نوفمبر 2023، داهمت قوات خاصة تابعة لجيش الاحتلال الإسرائيلي مستشفى الشفاء وأعلنت أنها اكتشفت أسلحة ومعدات تكنولوجية وغرف قيادة تابعة لحماس. وأكدوا أيضًا أنه تم العثور على صور المختطفين الإسرائيليين على أجهزة الكمبيوتر التي تمت مصادرتها أثناء الغارة. وفي 16 نوفمبر/تشرين الثاني، ادعى متحدث باسم جيش الاحتلال الإسرائيلي أنه تم العثور على شاحنة تابعة لحماس محملة بالأسلحة ومخصصة للهجوم في 7 أكتوبر/تشرين الأول في مجمع مستشفى الشفاء. وقيل أيضًا إنه تم العثور على أنفاق وبنية تحتية تحت الأرض وأسلحة ومعلومات استخباراتية في المستشفى. في 19 نوفمبر/تشرين الثاني، اكتشفت قوات الهندسة القتالية وقوات يهلوم وعوكيتس نفقاً لحماس تحت مستشفى الشفاء. وكان أحد الأنفاق بعمق 10 أمتار وطول 55 متراً، حيث كان أحد مداخله مسدوداً بباب مدرع به ثقب رصاصة. وفي ذلك المساء، عرض المتحدث باسم جيش الاحتلال الإسرائيلي صوراً التقطتها كاميرات أمنية من مستشفى الشفاء أظهرت قوات حماس المسلحة وهي تأخذ المدنيين الذين اختطفوا في السابع من أكتوبر/تشرين الأول إلى هناك. وزعم أيضًا أن مقاتلي حماس قاموا بقتل المختطفة نوح مارسيانو داخل مستشفى الشفاء. وفي 22 نوفمبر/تشرين الثاني، نشر المتحدث باسم جيش الاحتلال الإسرائيلي وثائق عن الأنفاق والأقبية التي تم اكتشافها تحت المبنى القطري في مستشفى الشفاء. بالإضافة إلى ذلك، فقد سمح لوسائل الإعلام بمرافقتهم في جولة، وتصويرهم بأنفسهم ونقلهم إلى الجمهور.

#### استخدام حماس للمستشفيات

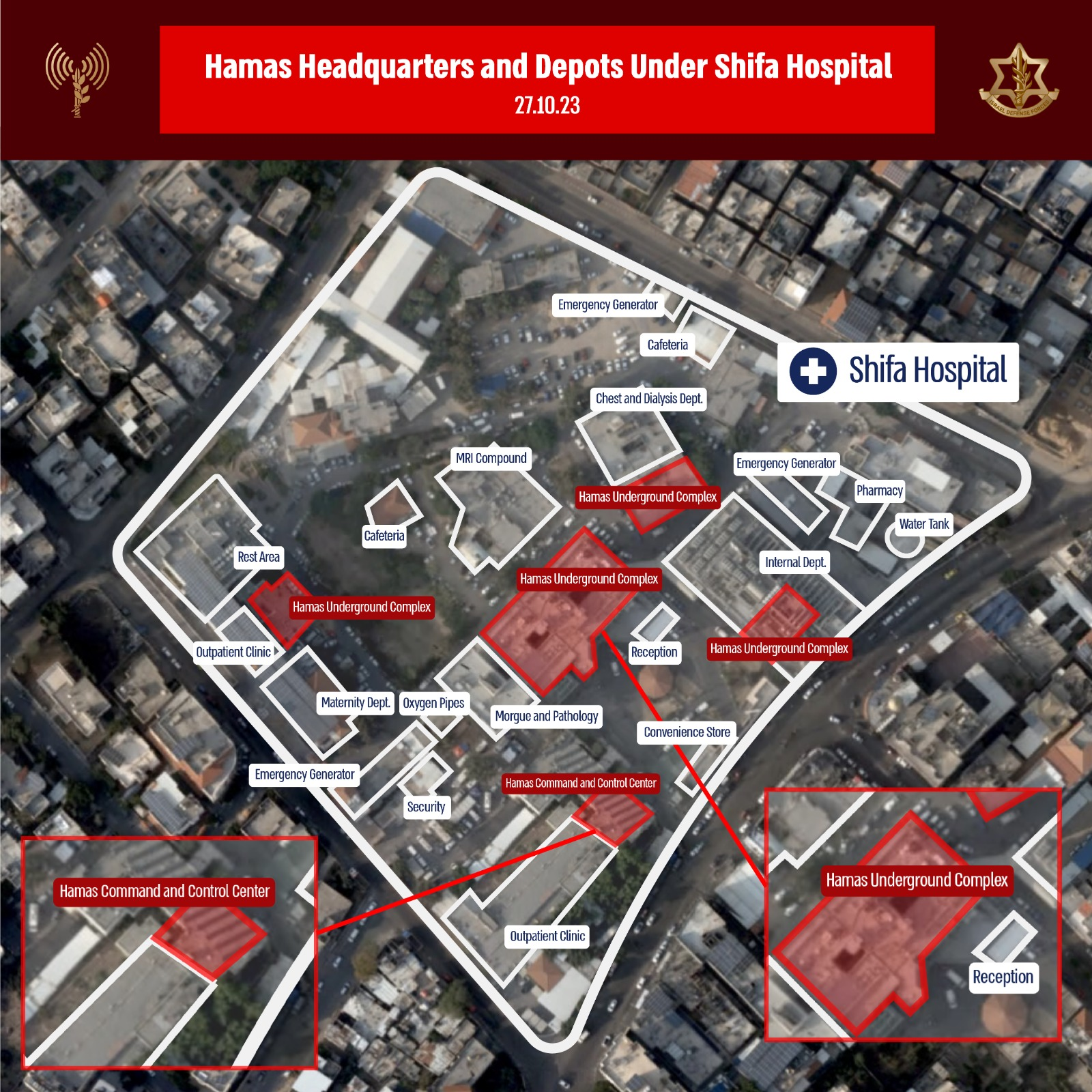
صورة جوية التقطتها قوات الاحتلال الإسرائيلية لمستشفى الشفاء ومقر حماس الذي تدعي أنه يقع أسفله، ومُعلمة باللون الأحمر.

في 13 نوفمبر/تشرين الثاني 2023، قام المتحدث باسم جيش الاحتلال الإسرائيلي دانييل هجاري، برفقة وحدة شاييت 13 وبرفقة صحفيين أجانب مزودين بكاميرات، بمداهمة مستشفى الرنتيسي في غزة، والذي تم إخلاؤه قبل الغارة. وعرض صورا من المستشفى تظهر استخدام حماس له لأغراض عسكرية، مشيرا إلى أنه من المحتمل أن يكون هناك أطفال محتجزون هناك. وأظهرت الصور فتحات الأنفاق، ودراجة نارية استخدمها الخاطفون، ووثائق تتعلق بسجلات حراسة حماس، وقبو يحتوي على معدات للإقامة الطويلة، بما في ذلك الكهرباء (سرقت من المستشفى)، والتهوية، ومطبخ ومراحيض، وأسلحة، وحزام ناسف، وذخيرة وجدت بين المرضى. في ديسمبر/كانون الأول 2023، كشفت قوات يهلوم وشايتيت 13 وتي كي إس 14 عن شبكة طويلة ومتفرعة من الأنفاق تحت مستشفى الرنتيسي، تحتوي على العديد من البنى التحتية والطرق الاستراتيجية التابعة لحماس. ويربط النفق المستشفى بعدة مناطق في قطاع غزة. في 27 ديسمبر 2023، وبعد أن قام مقاتلو يهلوم برسم خرائط الأنفاق، قامت قوات فيلق الهندسة القتالية بتفجير الأنفاق.
في 14 نوفمبر/تشرين الثاني، قال جون كيربي، رئيس مجلس الأمن القومي الأمريكي، إن الولايات المتحدة لديها معلومات استخباراتية تفيد بأن حماس والجهاد الإسلامي الفلسطيني يستخدمان المستشفيات لأغراض عسكرية ويحتجزان، ومن المرجح في ذلك الوقت أنهما لا يزالان يحتجزان أسرى تم أسرهم في هجوم السابع من أكتوبر/تشرين الأول.
في الأول من نوفمبر/تشرين الثاني 2023، نشر جيش الاحتلال الإسرائيلي محادثة يُزعم أنها سجلت كيف قامت حماس بسرقة 1000 لتر من الوقود من أحد المستشفيات. كما نشر جيش الاحتلال الإسرائيلي مقطع فيديو يظهر جنديين من جيش الاحتلال الإسرائيلي وهما يقومان بإخراج مبالغ كبيرة من النقود من خزنة المستشفى ووضعها في أكياس، وكانت هناك رزمة صغيرة من المظاريف تحمل شعار الحزب السياسي لحكومة غزة، ووصف الجنود هذا بأنه «أموال إرهاب» وبدا أنهم كانوا يفرغون محتويات الخزنة بالكامل.

#### الكشف المزعوم عن الأسلحة في المؤسسات التعليمية
خلال القتال في قطاع غزة، أعلنت قوات جيش الاحتلال الإسرائيلي عدة مرات أنها عثرت على العديد من الأسلحة والذخائر، بما في ذلك صواريخ المدفعية، والتي زعمت أنها كانت مخزنة أو مخبأة في المؤسسات التعليمية والمدارس ورياض الأطفال. وقد تم توثيق هذه الإدعاءات من قبل مقاتلي جيش الاحتلال الإسرائيلي، والمتحدث باسم جيش الاحتلال الإسرائيلي، وكذلك وسائل الإعلام التي رافقت المقاتلين. وفي الثاني من ديسمبر/كانون الأول، أعلنت قوات جيش الاحتلال الإسرائيلي أنها عثرت على ثلاثين صاروخ جراد بالإضافة إلى مدافع مضادة للطائرات وكميات كبيرة من الذخيرة، مخبأة تحت صناديق تابعة لوكالة الأمم المتحدة لإغاثة وتشغيل اللاجئين الفلسطينيين (الأونروا).

### استجابة المنظمات النسائية الدولية لادعاءات الاغتصاب
وفي الهجوم على إسرائيل في 7 أكتوبر/تشرين الأول 2023، يُزعم أن مسلحي حماس نفذوا اعتداءات جنسية وانتهاكات جنسية على نطاق واسع ضد النساء والفتيات والرجال الإسرائيليين. ورفضت بعض المنظمات الدولية إدانة هذه الأفعال المزعومة، حيث قالت بعض المجموعات إن هذه الادعاءات لم تثبت.
ورأى الصحفي البريطاني الذي أعد الفيلم الوثائقي لقناة الجزيرة عن هجمات السابع من أكتوبر/تشرين الأول، أن مزاعم الاعتداء الجنسي تشكل شكلاً شائعاً من أشكال التحريض على العنف العنصري.
وردًا على ذلك، نشرت أكثر من 150 منظمة نسائية إسرائيلية ودولية رسالة هاجمت فيها المنظمات المعنية: «من غير المعقول أن تتجاهل وكالة تابعة للأمم المتحدة مسؤولة عن حقوق المرأة اختطاف النساء والرضع والفتيات والأطفال والرجال من منازلهم، وارتكاب جرائم حرب ضد النساء والأطفال والفتيات، وقتل أكثر من ألف مدني بريء». كما نظموا حملة ضد منظمة الأمم المتحدة للنهوض بالمرأة وتمكينها، وتم إنشاء هاشتاج «#أنا_أيضًا_ما_لم_يكن_أورا_يهوديا» (بالإنجليزية: #MeTooUnlessURaJew) (الذي يعتمد على حملة أنا أيضًا ضد العنف الجنسي ضد المرأة). تظاهرت العديد من النساء أمام مقر الأمم المتحدة، وأعدوا عرضًا تضمن نساء يرتدين ملابس ضيقة ملطخة بالدماء.
في ديسمبر/كانون الأول 2023، نشرت منظمة الأمم المتحدة للنهوض بالمرأة وتمكينها إدانة لأفعال حماس، ولكنها تعرضت لانتقادات (من بين آخرين) من قبل وزير الخارجية إيلي كوهين وسفير إسرائيل لدى الأمم المتحدة جلعاد إردان، الذي قال إن البيان كان ضعيفًا للغاية وجاء متأخرًا جدًا بحيث لا يبدو وكأنه أي شيء سوى بيان إلزامي يمثل الحد الأدنى من الاهتمام.
في 4 كانون الأول/ديسمبر 2023، نظم سفير إسرائيل لدى الأمم المتحدة، بالتعاون مع المنظمة الصهيونية العالمية ومنظمة هداسا الصهيونية ومنظمات يهودية أخرى، فعالية احتجاجية ضد صمت الأمم المتحدة وإهمال النساء المتضررات من قبل حماس. وقد تم تقديم شهادات وأدلة على جرائم حماس المزعومة في الحدث الذي شارك فيه العديد من الدبلوماسيين.

## المعلومات المضللة والنقد
نشرت إسرائيل عدة معلومات غير صحيحة أو غير مؤكدة، مما أثار تساؤلات حول مصداقيتها. انتشر الكثير من المحتوى على نطاق واسع، حيث تم تداول عشرات الملايين من المنشورات على منصات التواصل الاجتماعي. وقد ساهمت مصادر متنوعة، منها مسؤولون حكوميون، ووسائل إعلام، ومؤثرون على منصات التواصل الاجتماعي من مختلف البلدان، في انتشار هذه المغالطات.
في مقال كتبه لموقع الديمقراطية المفتوحة ‏، صرّح الأكاديمي البريطاني بول روجرز: «يجب على إسرائيل أن تحافظ على تظاهرها بحرب منظمة مع مقتل عدد قليل من المدنيين. حكومة نتنياهو تكذب، ولكن من السذاجة توقع عكس ذلك. الكذب هو ما تفعله العديد من الدول القوية بشكل روتيني، وخاصة في أوقات الحرب». في موقع «ذا إنترسبت»، كتب الصحفي الاستقصائي جيريمي سكاهيل: «إن جوهر حملة الحرب الإعلامية الإسرائيلية يكمن في مهمة تكتيكية تهدف إلى نزع الصفة الإنسانية عن الفلسطينيين وإغراق الخطاب العام بسيل من الادعاءات الكاذبة التي لا أساس لها من الصحة ولا يمكن التحقق منها».
وبحسب مكتب الصحافة والإعلام التابع للحكومة الاتحادية الألمانية، فإن بعض المعلومات المضللة المنتشرة عبر الإنترنت حول الصراع كانت ذات طبيعة معادية للسامية.

### إنكار تصرفات جيش الاحتلال الإسرائيلي
في ديسمبر 2023، أكد تحليل أجرته صحيفة واشنطن بوست تقارير هيومن رايتس ووتش التي تفيد بأن إسرائيل استخدمت الفوسفور الأبيض في هجوم على لبنان، وهو ما يتناقض بشكل مباشر مع جيش الاحتلال الإسرائيلي. في يناير/كانون الثاني 2024، وبعد أن قتلت غارة جوية إسرائيلية الصحفي حمزة دحدوح، وصفت قوات الاحتلال الإسرائيلية دحدوح بأنه «مشتبه به» أصيب أثناء قيادته سيارته مع «إرهابي»؛ إلا أن صحيفة واشنطن بوست لم تجد «أي مؤشرات على أن أيًا من الرجلين كان يعمل كأي شيء آخر غير صحفي في ذلك اليوم».
بعد انتشار التقارير التي تفيد بمقتل أم وابنتها برصاص قناصة إسرائيليين في ديسمبر/كانون الأول 2023 في كنيسة لجأ إليها عدد من المسيحيين الفلسطينيين، نفى الجيش الإسرائيلي استهداف المجمع، لكنه ادعى بدلاً من ذلك وجود نشاط لحماس في محيطه، وأن الجنود الإسرائيليين أطلقوا النار رداً على ذلك. على العكس من ذلك، صرح مسؤولون كاثوليك وعضوة البرلمان البريطاني ليلى موران، التي حافظت على الاتصال مع اللاجئين في الكنيسة، بأنه لم يكن هناك أي مقاتلين فلسطينيين في المنطقة وأن المرأتين قُتلتا على يد الجيش الإسرائيلي، الذي كان يمنع اللاجئين من المغادرة.
ونفى جيش الاحتلال الإسرائيلي أيضا مسؤوليته عن مقتل الطفلة هند رجب (5 سنوات) وعائلتها ومسعفي جمعية الهلال الأحمر الفلسطيني الذين أرسلوا لإنقاذها، قائلا إن قواته لم تكن في مرمى النيران يوم مقتل الفتاة. ومع ذلك، خلصت كل من الجزيرة وصحيفة واشنطن بوست، استناداً إلى التحقيق في صور الأقمار الصناعية، إلى أن المركبات المدرعة الإسرائيلية كانت موجودة بالفعل في المنطقة في ذلك الوقت.
وفيما يتعلق بمذبحة الدقيق في مارس/آذار 2024، قال تحقيق أجرته شبكة سي إن إن إن «مارك ريجيف، المستشار الخاص لرئيس الوزراء الإسرائيلي، أخبر سي إن إن في البداية أن القوات الإسرائيلية لم تكن متورطة». لكن جيش الاحتلال الإسرائيلي قال بعد ذلك بوقت قصير إن «الجنود لم يطلقوا النار مباشرة على الفلسطينيين الذين كانوا يطلبون المساعدة، بل أطلقوا «طلقات تحذيرية» في الهواء».

### اتهامات كاذبة وغير مؤكدة لأفعال حماس
بعد قصف مخيم في رفح في منطقة خصصتها إسرائيل «كمنطقة آمنة» للمدنيين، مما أسفر عن مقتل 45 شخصًا، أخبر المسؤولون الإسرائيليون نظراءهم الأميركيين في البداية أنهم يعتقدون أن غارتهم الجوية أشعلت خزان وقود قريب، مما أدى إلى اندلاع حريق كبير. قال جيمس كافاناغ، الذي عمل في مكتب الكحول والتبغ والأسلحة النارية والمتفجرات، إن الحريق لم يشير إلى «مخزون ضخم انفجر». وقد شاهدت صحيفة نيويورك تايمز عددًا كبيرًا من مقاطع الفيديو ولم تجد أي دليل على حدوث انفجار ثانوي كبير.

#### الرعاية الصحية
في أكتوبر/تشرين الأول 2023، وبعد وقت قصير من انفجار مستشفى الأهلي العربي، نشرت مصادر إسرائيلية تسجيلاً صوتياً يزعم أنه يظهر اثنين من نشطاء حماس في مكالمة هاتفية يعلنان فيها المسؤولية عن الفعل ويلقون باللوم فيه على صاروخ معطل. وزعمت حماس أن التسجيل كان «مفبركة واضحة»، وأجرت القناة الرابعة البريطانية مقابلة مع اثنين من الصحفيين العرب المستقلين الذين أعربوا عن آراء مماثلة.
في نوفمبر/تشرين الثاني 2023، أظهر مقطع فيديو نشره جيش الاحتلال الإسرائيلي دانييل هاجاري، داخل مستشفى الرنتيسي للأطفال، حيث ادعى أن جيش الاحتلال الإسرائيلي عثر على أسلحة وتكنولوجيا تابعة لحماس، بالإضافة إلى «قائمة بأسماء الإرهابيين» باللغة العربية بعنوان «عملية طوفان الأقصى»، والتي توضح دور كل عميل في حراسة الأسرى. ومع ذلك، أظهرت ترجمة الوثيقة أنها لا تحتوي على أسماء، بل تحتوي بدلاً من ذلك على تقويم لأيام الأسبوع. بعد التشكيك في صحة هذا الادعاء، تراجع متحدث إسرائيلي عن تصريحاته، ولكن شبكة سي إن إن، أثناء حذفها للجزء، لم تقدم مذكرة المحررين التي تعترف بالتغيير أو النزاع حول الفيديو الأولي.
في ديسمبر 2023، صرحت إسرائيل بوجود شبكة أنفاق تابعة لحماس متصلة بمستشفى الشفاء؛ ومع ذلك، وجد تقرير لصحيفة واشنطن بوست أنه «لا يوجد دليل على إمكانية الوصول إلى الأنفاق من داخل أجنحة المستشفى». وفي الشهر نفسه، زعمت إسرائيل أن 12 من موظفي الأونروا شاركوا في الهجوم على إسرائيل في 7 أكتوبر/تشرين الأول؛ إلا أن صحيفة فاينانشال تايمز، وسكاي نيوز، والقناة الرابعة البريطانية ذكرت جميعها أن مزاعم إسرائيل لم تثبت بالوثائق الاستخباراتية التي راجعتها. في فبراير 2024، أعلن جيش الاحتلال الإسرائيلي أن حماس تسرق المساعدات الإنسانية، مما دفع ديفيد م. ساترفيلد، المبعوث الأمريكي الكبير، إلى القول إنه لا يوجد دليل يدعم مزاعم إسرائيل.

#### قطع الرؤوس
وزعم أعضاء منظمة زاكا، ومن بينهم أوتمازجين وسيمشا جرينيمان، أن لديهم صورًا تُظهر تشويه الأعضاء التناسلية، بما في ذلك المسامير والسكاكين التي تم إدخالها في الفخذ والأعضاء التناسلية. وتم تبادل هذه المعلومات مع بعثة تقصي الحقائق التابعة للممثلة الخاصة للأمين العام للأمم المتحدة المعنية بالعنف الجنسي في حالات الصراع براميلا باتن، وكذلك مع قناة إن بي سي نيوز. وخلص كلاهما إلى أنه لا يمكن التحقق من هذه الادعاءات استنادًا إلى الصور المقدمة. قال جنود إسرائيليون وقوات الاحتلال ومنظمة زاكا الإسرائيلية للاستجابة الأولية على قناة آي 24 نيوز التلفزيونية الإسرائيلية الفرنسية إنهم شاهدوا جثث أطفال رضع مقطوعة الرؤوس في موقع مذبحة كفار عزة. وكرر الرئيس الأمريكي بايدن هذا الادعاء بشكل منفصل، حيث صرح بأنه «شاهد أدلة فوتوغرافية تثبت قيام إرهابيين بقطع رؤوس الأطفال». وصفت قناة إن بي سي نيوز التقارير التي تحدثت عن «قطع رؤوس 40 طفلاً» بأنها مزاعم غير مؤكدة، وأضافت أنها تبدو «صادرة عن جنود إسرائيليين وأشخاص تابعين لقوات الاحتلال الإسرائيلية» وأن «مسؤولاً إسرائيلياً أخبر شبكة سي إن إن أن الحكومة لم تؤكد مزاعم قطع الرؤوس». وقد نشأ هذا الادعاء بشكل أساسي من مقطع فيديو إخباري إسرائيلي انتشر على نطاق واسع، وكانت حسابات إكس/تويتر الرئيسية التي روجت لهذه الادعاءات هي آي 24 نيوز والحساب الرسمي الإسرائيلي، على الرغم من أن المتحدث باسم وزارة الاحتلال الإسرائيلية دورون سبيلمان صرح لشبكة إن بي سي نيوز أنه لا يستطيع تأكيد تقرير آي 24 نيوز.
في خطاب ألقاه أمام الائتلاف اليهودي الجمهوري ‏ في 28 أكتوبر، ادعى إيلي بير، مؤسس مجموعة الإسعافات الأولية التطوعية الإسرائيلية «يونايتد هتسلاه ‏»، أن حماس أحرقت طفلاً حياً في فرن، حيث شارك العديد من الصحفيين هذا الادعاء في تغريدات شوهدت أكثر من 10 ملايين مرة. ولم يعثر الصحفيون والشرطة الإسرائيليون على أي دليل يدعم هذا الادعاء، وقال ممثل منظمة زاكا، وهي منظمة للاستجابة الأولية، إن هذا الادعاء «كاذب».
في 4 ديسمبر 2023، ذكرت صحيفة هآرتس مزاعم إسرائيلية بشأن قطع رؤوس الأطفال، مشيرة إلى أن هذه «القصص غير المؤكدة [تم نشرها] من قبل مجموعات البحث والإنقاذ الإسرائيلية وضباط الجيش وحتى سارة نتنياهو».

#### مزاعم العنف الجنسي
وذكرت وكالة أسوشيتد برس أن اثنين من المتطوعين في زاكا، بما في ذلك قائدها حاييم أوتمازجين، أدلوا بتصريحات كاذبة حول العنف الجنسي والاغتصاب في السابع من أكتوبر/تشرين الأول. وادعى أوتمازغين أنه وجد امرأة تعرضت للاغتصاب بسبب سحب بنطالها إلى أسفل خصرها. وقد عرض الصور على وكالة أسوشيتد برس كجزء من شهادته. ومع ذلك، فقد حدث هذا بسبب تحريك جسدها من قبل مجموعة من الجنود. يوسي لاندو، وهو أحد المتطوعين في زاكا، يزعم أنه وجد امرأة حامل مقتولة بعد إزالة الجنين من رحمها. وقد ثبت خطأ هذا أيضًا. وعندما تم تحديه، عرض لاندو إظهار صورة على هاتفه للجنين المطعون لقناة الجزيرة، لكن تم تصويره وهو يعترف بأنه غير قادر على فعل ذلك.

### ردود الفعل
اتهم الأمين العام للأمم المتحدة أنطونيو غوتيريش إسرائيل بنشر معلومات مضللة حول الحرب في غزة في محاولة لخفض مصداقية الأمم المتحدة. وفي حديثه عن قرار إسرائيل بعدم السماح للصحفيين الأجانب بدخول غزة، قال الأمين العام للأمم المتحدة أنطونيو غوتيريش: «إن منع الصحفيين الدوليين من دخول غزة يسمح بتفشي المعلومات المضللة والروايات الكاذبة». صرح مدير التكنولوجيا في معهد الحوار الاستراتيجي ‏ قائلاً: «إن تآكل المشهد المعلوماتي يقوض قدرة الجماهير على التمييز بين الحقيقة والزيف على نطاق رهيب».

## الملاحظات
1. ↑  قد فكر هذا المؤرخ مطولاً في متى يكون هذا القياس الذي يقارن إسرائيل بألمانيا النازية مناسباً ومتى لا يكون مناسباً.[255]
2. ↑  لم يُروَّج للمزاعم الكاذبة حول قطع رؤوس الأطفال في هجوم حماس من قِبَل المدنيين الإسرائيليين أو متطوعي الإنقاذ فحسب، بل من قِبَل الحكومة أيضًا. وقد صرّحت صحيفة لوموند: «لم تفعل إسرائيل شيئًا لمحاربتها، بل حاولت استغلالها أكثر من إنكارها، مما غذى اتهامات بالتلاعب الإعلامي».[249]